# Automeris zozine
Automeris zozine là một loài bướm đêm thuộc họ Saturniidae. Nó được tìm thấy ở México, phía nam đến Guatemala và Colombia.
Sải cánh dài khoảng 65 mm.
Ấu trùng ăn các loài Quercus và Robinia.

## Hình ảnh

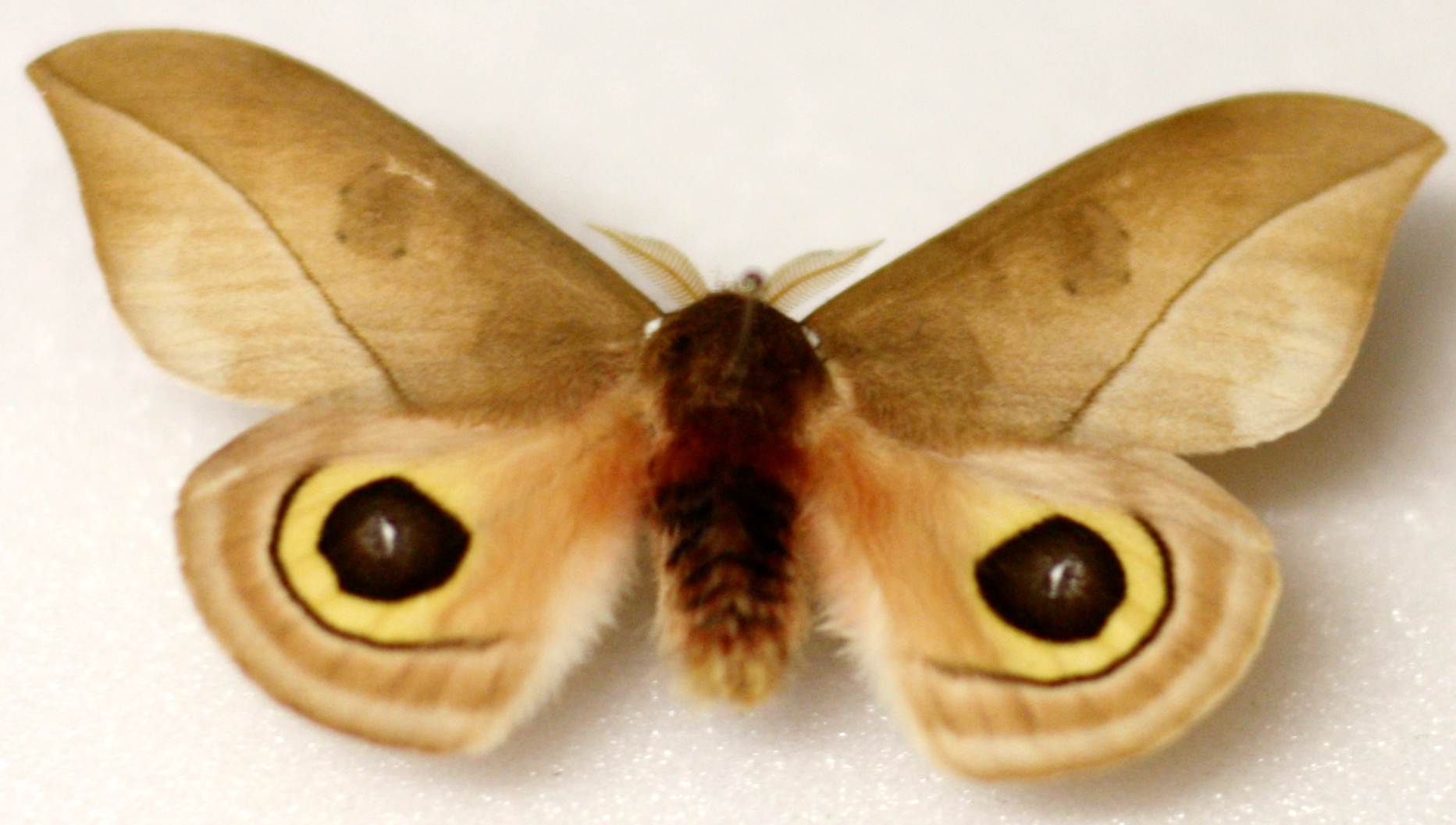
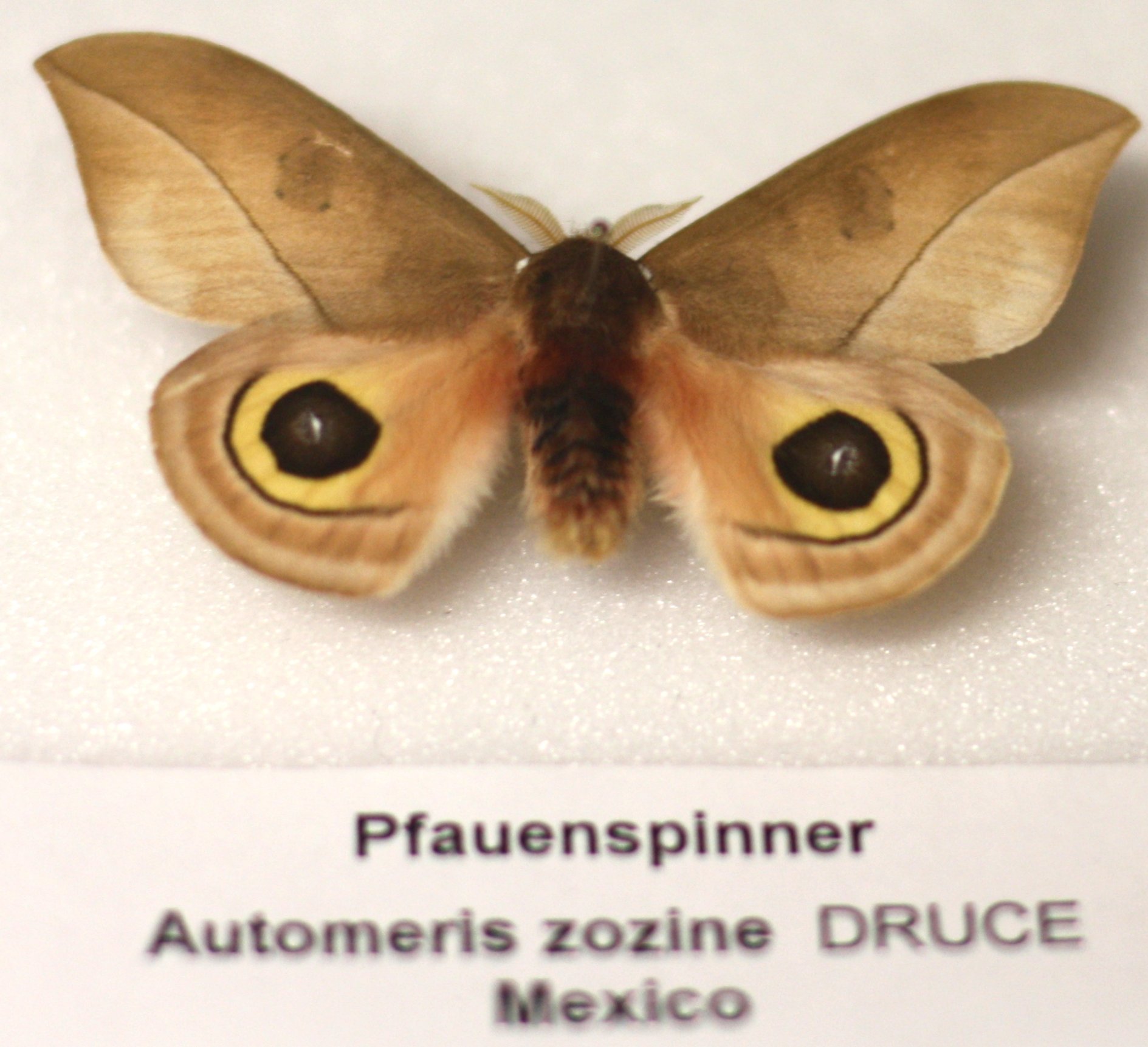